# Under Siege (2025)
Under Siege (2025) – gala wrestlingu organizowana przez amerykańską federację Total Nonstop Action Wrestling (TNA), która była transmitowana na żywo za pomocą platformy TNA+. Odbyła się 23 maja 2025 w CAA Centre w Brampton w prowincji Ontario w Kanadzie. Była to piąta gala z cyklu Under Siege, a zarazem trzecia gala TNA+ Monthly Specials w 2025 roku.
Na gali odbyło się dziesięć walk, w tym jedna na pre-show "Countdown to Under Siege". W walce wieczoru, TNA World Champion Joe Hendry i Elijah pokonali wrestlera NXT Tricka Williamsa i Frankiego Kazariana. Wydarzenie było godne uwagi ze względu na powrót Raja Singha do TNA.

## Tło
27 marca 2025, TNA ogłosiło, że Under Siege odbędzie się 23 maja 2025 w CAA Centre w Brampton w prowincji Ontario w Kanadzie.

## Rywalizacje
Under Siege oferowało walki wrestlingu z udziałem różnych zawodników na podstawie przygotowanych wcześniej scenariuszy i rywalizacji, które są realizowane podczas cotygodniowych odcinków programu Impact!. Wrestlerzy odgrywają role pozytywnych (face) lub negatywnych bohaterów (heel), którzy rywalizują pomiędzy sobą w seriach walk mających budować napięcie.

### Joe Hendry i Elijah vs. Trick Williams i Frankie Kazarian
W odcinku NXT z 22 kwietnia, TNA World Champion Joe Hendry przerwał segment pomiędzy NXT Championem Obą Femim i Trickiem Williamsem, próbując zgłosić pretensje do tytułu Femiego. Williams zrobił wyjątek od komentarzy Hendry’ego i wyśmiewał go za szybką porażkę z Randym Ortonem na WrestleManii 41, stwierdzając, że był "pierwszy w kolejce" do tytułu, mówiąc Hendry’emu, że "nie należy" do NXT. Hendry odpowiedział na ciągłe narzekania Williamsa, po czym stanął oko w oko z Femim. Williams próbował interweniować, ale został szybko wyrzucony z ringu przez dwóch mistrzów. Pięć dni później na Rebellion, Hendry z powodzeniem obronił tytuł przeciwko posiadaczowi Call Your Shot Trophy Frankiemu Kazarianowi i Ethanowi Page’owi z NXT w three-way matchu, w którym Hendry przypiął Page’a. Jednak po krótkim świętowaniu Hendry został zaatakowany przez Williamsa, aby zamknąć galę. W następnym odcinku NXT Hendry pojawił się na początku programu, wzywając Williamsa za atak na niego na Rebellion i niezdolność do pociągnięcia siebie do odpowiedzialności za nie bycie NXT Championem. Wyzwał Williamsa, by zmierzył się z nim wtedy i tam, ale zamiast tego został zaatakowany przez DarkState (Dion Lennox, Saquon Shugars, Cutler James i Osiris Griffin). Williams ostatecznie pojawił się w drugiej połowie programu, lekceważąc Hendry’ego jako realne zagrożenie i gwiazdę. Dwa dni później w odcinku na żywo TNA Impact!, Hendry ponownie wezwał Williamsa na początku programu, ale spotkał się z rzekomym przekazem satelitarnym od tego ostatniego, który powiedział, że przygotowuje się do battle royalu w przyszłym tygodniu na NXT, aby wyłonić następnego pretendenta Femiego. W walce wieczoru Hendry połączył siły z The Hardys (Matt Hardy i Jeff Hardy), aby zmierzyć się z Kazarianem i TNA World Tag Team Championów The Nemeths (Nic Nemeth i Ryan Nemeth). W końcowych momentach pojawił się Williams i zaatakował Hendry’ego, pozwalając Nicowi przypiąć Jeffa, aby wygrać dla swojej drużyny. Odcinek zakończył się, gdy Williams po raz kolejny położył Hendry’ego. Po odcinku TNA ogłosiło na swojej stronie internetowej, że Hendry połączy siły z Elijahem przeciwko Kazarianowi i Williamsowi, debiutując w ringu TNA na Under Siege.

### Pojedynek o TNA Knockouts World Championship
Na Unbreakable, TNA World Champion Joe Hendry i TNA Knockouts World Championka Masha Slamovich zmierzyli się ze swoimi przeciwnikami z Rebellion, Frankie Kazarianem i Tessą Blanchard, w mixed tag team matchu. Podczas walki Slamovich została na chwilę rozproszona przez Victorię Crawford (dawniej Alicia Fox w WWE), która siedziała w pierwszym rzędzie. Hendry i Slamovich mimo wszystko wygrali walkę. Na Rebellion, Slamovich pokonała Blanchard przez poddanie, aby zachować swój tytuł. Dwa tygodnie później na TNA Impact! 1 maja, Crawford, wraz z Asystentem Generalnej Menadżerki NXT Robertem Stonem (dawniej Robbie E w TNA), przerwał segment między dyrektorem władz TNA Santino Marellą i Cody Deanerem. Stone twierdził, że wyniki Marelli w przywództwie były "poddawane przeglądowi" przez zarząd Anthem Sports & Entertainment, a Stone działał jako łącznik pomiędzy TNA i Anthem, i że na razie Crawford będzie pełniła funkcję "zastępcy" dyrektora władz TNA. Stone ogłosił również, że Crawford rzuci wyzwanie Slamovich o TNA Knockouts World Championship na Under Siege.

### Eddie Edwards vs. Cody Deaner
W odcinku TNA Impact! z 17 kwietnia, Cody Deaner przyszedł do Santino Marelli z prośbą o pomoc, ponieważ jego kontrakt z TNA wygasał 1 maja i poprosił Marellę o przedstawienie sprawy zarządowi Anthem Sports & Entertainment w celu jego przedłużenia. Marella stwierdził, że rada mocno przyglądała się rekordom wygranych i przegranych wrestlerów, które w przypadku Deanera były słabe przez cały okres jego obecnej umowy. Dwa tygodnie później na TNA Impact! Deaner zwrócił się do fanów w pozornym pożegnalnym promo, ponieważ jego kontrakt wygasał o północy. Na szczęście dla niego Marella wyszedł, aby ogłosić, że Anthem przyznał Deanerowi krótkoterminowe przedłużenie do Under Siege. Tam Deaner zmierzy się z Eddiem Edwardsem z The System z zastrzeżeniem, że jeśli Deaner wygra, otrzyma nowy kontrakt z TNA.

### Pojedynek o TNA World Tag Team Championship
Na Rebellion, The Nemeth Brothers (Nic Nemeth i Ryan Nemeth) pokonali The Hardys (Jeffa Hardy’ego i Matta Hardy’ego), aby wygrać TNA World Tag Team Championship. Dwa tygodnie później na odcinku TNA Impact! z 8 maja, The Nemeth Brothers kpiąco zaproponowali The Hardys rewanż na Under Siege, wiedząc, że Jeff nie będzie w stanie podróżować do Kanady z powodu wcześniejszych problemów prawnych. Santino Marella ogłosił jednak, że The Nemeth Brothers nadal będą bronić swoich tytułów na Under Siege, broniąc ich przeciwko Mattowi i wybranym przez niego partnerem.

### Pojedynek o TNA Knockouts World Tag Team Championship
Na Sacrifice, Ash by Elegance i Heather by Elegance pokonały Spitfire (Dani Lunę i Jody Threat), aby wygrać TNA Knockouts World Tag Team Championship, z pomocą ich menedżera The Personal Concierge’a, w handicap matchu. Od tego czasu Spitfire próbowały powołać się na swoją klauzulę rewanżu jeden na jednego, ale zostały na krótko powstrzymane przez wtargnięcie Gigi Dolin i Tatum Paxley z NXT oraz The Meta-Four (Lash Legend i Jakary Jackson). Doprowadziło to do four-way tag team matchu o tytuły na Rebellion, w którym Ash i Heather ostatecznie zachowały tytuł. Na odcinku TNA Impact! z 15 maja ogłoszono, że Spitfire będzie miało rewanż przeciwko Ash i Heather o TNA Knockouts World Tag Team Championship na Under Siege. Sześć dni później wideo opublikowane w mediach społecznościowych TNA pokazało Spitfire deklarujące, że rozwiążą się jako zespół, jeśli nie zdobędą tytułów. Następnego dnia na TNA Impact! ogłoszono, że walka na Under Siege będzie rozgrywana jako "Match by Elegance".

### Rosemary vs. Xia Brookside
Przez ostatnie dwa miesiące, Rosemary i Xia Brookside były zaangażowane w rywalizację wynikającą z walki pomiędzy nimi na odcinku TNA Impact! z 13 marca. Tam Rosemary została zdyskwalifikowana po splunięciu zieloną mgłą w twarz Brookside. To podkopało pewność siebie Brookside, która stała się skonfliktowana, czy zachować swoje umiejętności zapaśnicze jako babyface. Rosemary pojawiła się i wyzwała ją na tag team match później tej nocy, gdzie Brookside i Léi Yǐng Lee pokonały Rosemary i Savannah Evans. Przez kilka następnych tygodni, Rosemary nadal kusiła Brookside do przyjęcia jej ciemniejszej strony, pomagając nawet jej i Lee, gdy walczyli z Fatal Influence z NXT (Fallon Henley, Jacy Jayne i Jazmyn Nyx) przez cały kwiecień. Doprowadziło to do six-woman tag team matchu na pre-show Countdown to Rebellion, który Fatal Influence wygrały z powodu błędnej komunikacji ze strony przedstawicielek TNA. Dwa tygodnie później na TNA Impact!, Rosemary i Lee zmierzyły się w walce, a Brookside komentowała walkę. Pod koniec Rosemary próbowała uderzyć Lee mosiężnymi kastetami, ale interwencja Brookside pozwoliła Lee wygrać walkę. W następnym tygodniu, Rosemary i Brookside miały rewanż za poprzednie spotkanie, w którym tym razem Brookside została zdyskwalifikowana, gdy po ciągłym oszukiwaniu i kuszeniu przez Rosemary, pękła na Rosemary, nieumyślnie atakując sędziego. Na odcinku z 22 maja, Rosemary ponownie wezwała Brookside do bycia bardziej okrutną, podczas gdy jako "motywator" ujawniła, że zaatakowała Lee. Sfrustrowana Brookside wyzwała Rosemary na jeszcze jeden pojedynek, który został zapowiedziany na Countdown to Under Siege pre-show.

### Odwołana walka

#### Pojedynek o TNA International Championship
Na odcinku TNA Impact! z 15 maja, Matt Cardona pokonał Elijaha, Ace’a Austina i Mance’a Warnera, aby zdobyć walkę o TNA International Championship na Under Siege. Jednak w następnym tygodniu TNA ogłosiło, że mistrz Steve Maclin był medycznie niezdolny do rywalizacji na tym wydarzeniu. Cardona próbował, aby on zrzekł się tytułu, ale Santino Marella zamiast tego przełożył walkę na następny odcinek TNA Impact!.

## Wyniki walk
| Nr                                                                   | Wyniki | Stypulacje | Czas  |
| -------------------------------------------------------------------- | --- | --- | ----- |
| 1P                                                                   | Rosemary pokonała Xia Brookside przez dyskwalifikację | Singles match | 8:35  |
| 2                                                                    | Mike Santana pokonał KC Navarro (z A. J. Francisem) poprzez pinfall | Singles match | 9:49  |
| 3                                                                    | Eddie Edwards pokonał Cody’ego Deanera poprzez pinfall | Singles match Ponieważ Deaner przegrał, nie otrzymał nowego kontraktu z TNA.                                                            | 10:32 |
| 4                                                                    | The Northern Armory (Eric Young, Judas Icarus i Travis Williams) pokonali The System (Moose’a, Briana Myersa i JDC) (z Eddie Edwardsem i Alishą Edwards) poprzez pinfall                 | Six-man tag team match | 12:06 |
| 5                                                                    | Ash by Elegance i Heather by Elegance (c) (z The Personal Conciergem) pokonały Spitfire (Dani Lunę i Jody Threat) poprzez pinfall                                                        | Match by Elegance o TNA Knockouts World Tag Team Championship Ponieważ Spitfire przegrały, zostały zmuszone do rozwiązania jako zespoł. | 12:12 |
| 6                                                                    | Order 4 (Mustafa Ali, Tasha Steelz i The Great Hands (John Skylar i Jason Hotch)) pokonali Raja Singha, Indi Hartwell i The Rascalz (Treya Miguela i Zachary’ego Wentza) poprzez pinfall | Eight-person mixed tag team match | 9:55  |
| 7                                                                    | Tessa Blanchard (z Robertem Stonem) pokonała Ariannę Grace (z Santino Marellą) poprzez pinfall                                                                                           | Singles match | 8:07  |
| 8                                                                    | Masha Slamovich (c) pokonała Victorię Crawford poprzez pinfall | Singles match o TNA Knockouts World Championship                                                                                        | 6:54  |
| 9                                                                    | The Nemeth Brothers (Nic Nemeth i Ryan Nemeth) (c) pokonali Matta Hardy’ego i Leona Slatera poprzez pinfall                                                                              | Tag team match o TNA World Tag Team Championship                                                                                        | 16:05 |
| 10                                                                   | Joe Hendry i Elijah pokonali Tricka Williamsa i Frankiego Kazariana poprzez pinfall | Tag team match | 19:21 |
| (c) – mistrz/mistrzyni przed walkąP – walka miała miejsce w pre-show | | |       |